# Пясек (Пщинський повіт)
Пясек (пол. Piasek, нім. Sandau) — село в Польщі, у гміні Пщина Пщинського повіту Сілезького воєводства.
Населення — 3407 осіб (2011).
У 1975-1998 роках село належало до Катовицького воєводства.

## Демографія
Демографічна структура станом на 31 березня 2011 року:
|          | Загалом | Допрацездатний вік | Працездатний вік | Постпрацездатний вік |
| -------- | ------- | ------------------ | ---------------- | -------------------- |
| Чоловіки | 1636    | 355                | 1120             | 161                  |
| Жінки    | 1771    | 386                | 1062             | 323                  |
| Разом    | 3407    | 741                | 2182             | 484                  |